# Kasteel van Rullingen
Das Kasteel van Rullingen (auch Rolengen, Rolenghem und Ruelingen genannt) ist ein Wasserschloss in der belgischen Provinz Limburg. Das Schloss liegt idyllisch im Tal der Herk, einem Nebenarm des Flusses Demer, in Kuttekoven bei Borgloon in der Gemeinde Tongeren-Borgloon.
Grundmauern, Kellergewölbe und ein Brunnen, der auch heute noch zur Versorgung des Schlosses mit Wasser genutzt wird, stammen von einem stark befestigten mittelalterlichen Kastell. Eggebertus van Rolengen, ein Lehnsmann des Grafen Arnold II. von Loon, war der erste bekannte Besitzer.
1640 wurde auf den Grundmauern der Festung ein Wasserschloss im typischen Renaissancestil des Maaslandes errichtet. Es bestand aus einem U-förmig angelegten Wirtschaftshof und einem L-förmigen Herrenhaus mit markanten Ecktürmen.
Die Besitzer des Schlosses wechselten mehrfach. Im 18. Jahrhundert ging es von den Familien Hulsburg und Voordt in den Besitz des Barons von Zeegrade über.
Im 18. und 19. Jahrhundert wurden verschiedene Veränderungen vorgenommen: eine Remise wurde angebaut und an der Südseite des Schlosses wurde ein englischer Garten angelegt.
1910 kaufte Ritter Pengaert d'Opdorp das Kastell, das im selben Jahr zum historischen Erbe der Provinz Limburg erklärt wurde. Durch einen Brand wurde 1920 der Hof hinter dem Kastell und ein Flügel des Schlosses vernichtet. Die Renovierungsarbeiten dauerten von 1921 bis 1935 und wurden durch den Architekten P. Langerock aus Löwen ausgeführt. Auf der Fläche des ehemaligen Hofes wurde ein französischer Garten angelegt. Der Schlossgraben wurde zum Teil zugeschüttet. Mit dem Abbruchmaterial wurde eine neue Remise gebaut.
Die Provinz Limburg machte das Gebäude ab 1976 der Öffentlichkeit zugänglich. Es wird heute als Hotel genutzt, wobei auch die Gästezimmer musealen Charakter haben.